# Tokushima (Tokushima)
Tokushima (徳島市 Tokushima-shi?) es una ciudad situada en la prefectura homónima, en Japón. Tiene una población estimada, a inicios de junio de 2025, de 243 452 habitantes.
Es la capital de la prefectura.

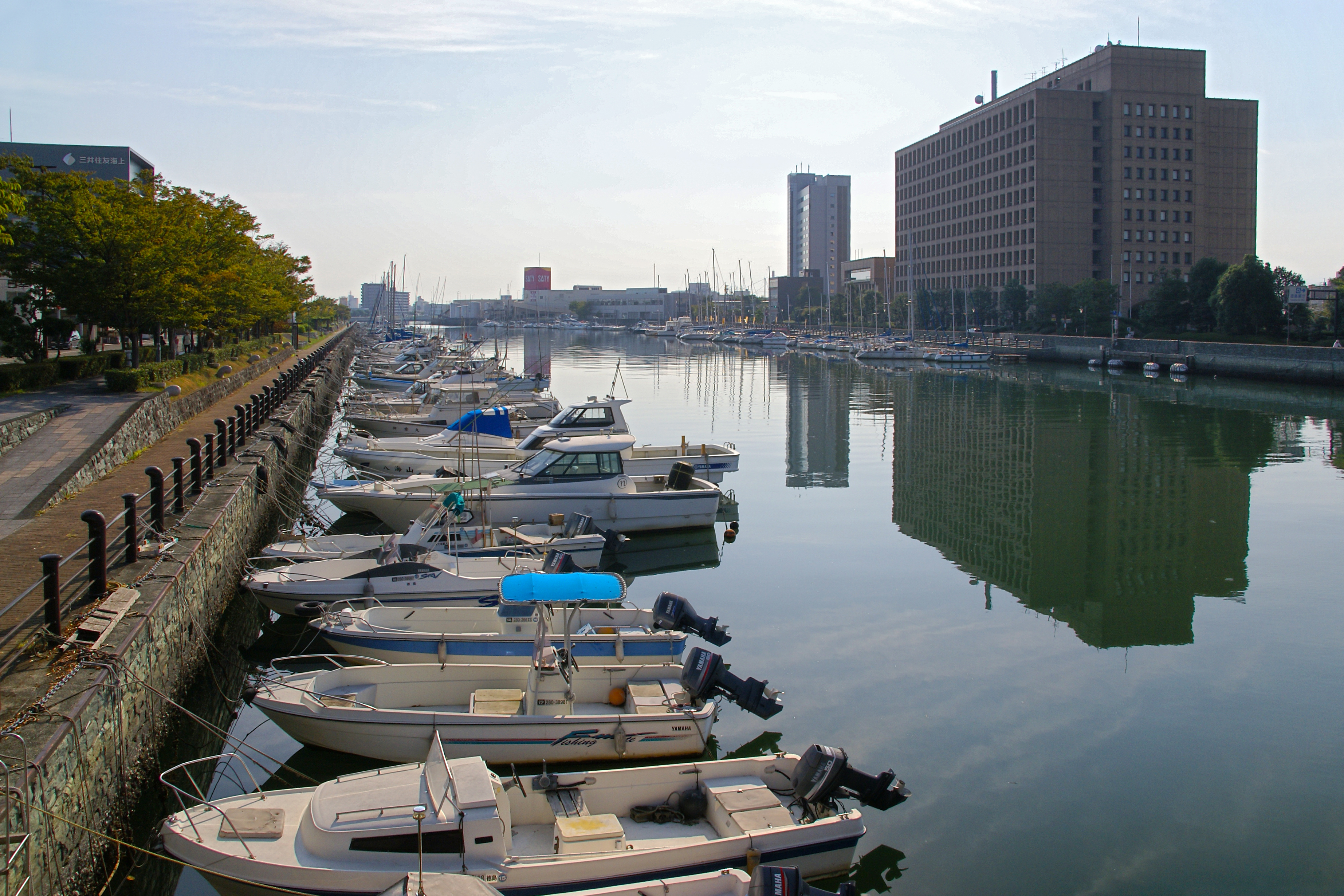
Kenchopia

Su superficie total es de 191.52 km².

## Historia
La ciudad surgió cuando Hachisuka Iemasa llegó a Awa durante la era Tensho y construyó un castillo. Floreció como centro político y económico de Awa durante el reinado de catorce generaciones del clan Hachisuka.
Recibió el estatus de ciudad en octubre de 1889.

## Demografía
Según los datos del censo japonés, esta es la evolución de la población de Tokushima en los últimos años:

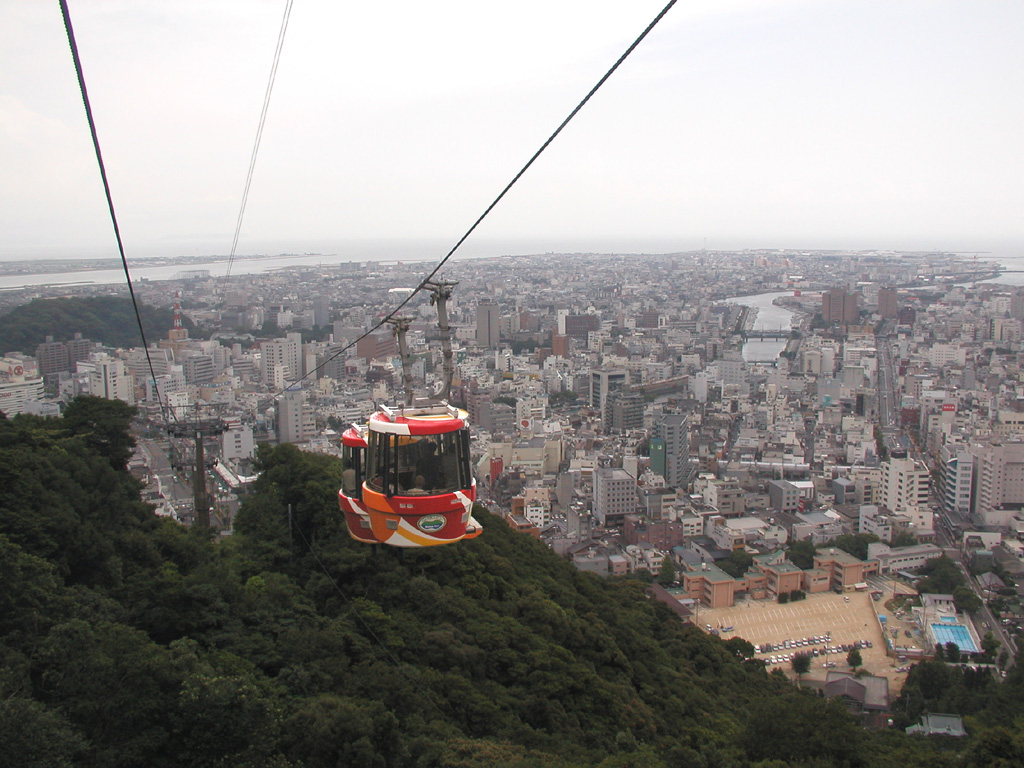
Teleférico de Bizan

| 1995    | 2000    | 2005    | 2010    | 2015    | 2020    | 2025 (est.) |
| ------- | ------- | ------- | ------- | ------- | ------- | ----------- |
| 268 706 | 268 218 | 267 833 | 264 548 | 258 554 | 252 391 | 243 452     |

## Cultura
Tokushima es conocida por el famoso festival "Awa Odori", que atrae a más de un millón de visitantes a la ciudad cada año. Se realiza entre el 12 y el 15 de agosto, y allí pueden apreciarse tres estilos de bailes: uno masculino, donde se demuestra valentía; otro femenino, que expresa elegancia; y uno infantil, caracterizado por la alegría y diversión.